# Quintanilla (Campoo de Enmedio)
Quintanilla es un núcleo de población español de la localidad de Retortillo, perteneciente al municipio de Campoo de Enmedio, en la comunidad autónoma de Cantabria.

## Historia
Hacia mediados del siglo XIX, el lugar era referido ya como uno de los barrios que conforman el lugar de Retortillo. En 2024, el núcleo de población de Quintanilla tenía empadronados 20 habitantes.